# Kanton Vincelles
Vincelles is een kanton van het Franse departement Yonne. Het kanton maakt deel uit van het arrondissement Auxerre .
 Het telt 14.730 inwoners in 2018.

Het kanton Vincelles werd gevormd ingevolge het decreet van 13 februari 2014 met uitwerking op 22 maart 2015. Onder andere alle gemeenten van de opgeheven kantons Coulanges-la-Vineuse, Courson-les-Carrières en Saint-Sauveur-en-Puisaye zijn erin opgenomen.

## Gemeenten
Het kanton omvatte bij zijn vorming 36 gemeenten.
Door de samenvoeging :
- op 1 januari 2017 van de gemeenten Fontenailles, Molesmes en Taingy  tot de fusiegemeente (Commune nouvelle) Les Hauts de Forterre
- * op 1 januari 2019 van de gemeenten Sainte-Colombe-sur-Loing en Treigny  tot de fusiegemeente (Commune nouvelle) Treigny-Perreuse-Sainte-Colombe

bestaat het kanton Vincelles sindsdien uit volgende 33 gemeenten :
- Andryes
- Charentenay
- Coulangeron
- Coulanges-la-Vineuse
- Courson-les-Carrières
- Druyes-les-Belles-Fontaines
- Escamps
- Escolives-Sainte-Camille
- Étais-la-Sauvin
- Fontenoy
- Fouronnes
- Gy-l'Évêque
- Les Hauts de Forterre
- Irancy
- Jussy
- Lain
- Lainsecq
- Levis
- Merry-Sec
- Migé
- Mouffy
- Moutiers-en-Puisaye
- Ouanne
- Sainpuits
- Saint-Sauveur-en-Puisaye
- Saints-en-Puisaye
- Sementron
- Sougères-en-Puisaye
- Thury
- Treigny-Perreuse-Sainte-Colombe
- Val-de-Mercy
- Vincelles
- Vincelottes